# Оболенський Валеріан Валеріанович
Валеріан Валеріанович Оболенський (партійний псевдонім Н. Осінський) (6 квітня 1887, село Бики Льговського повіту Курської губернії, тепер Курської області, Російська Федерація — розстріляний 1 вересня 1938, місто Москва, тепер Російська Федерація) — радянський економіст, державний і партійний діяч, публіцист. Кандидат у члени ЦК ВКП(б) у 1917—1918, 1921—1922 та 1925—1937 роках. Академік Академії наук СРСР по відділенню суспільних наук (соціально-економічні науки) (29.03.1932). Академік Всесоюзної академії сільськогосподарських наук імені Леніна (1935)

## Життєпис
Народився в родині дрібнопомісного нетитулованого дворянина, ветеринарного лікаря Валеріана Єгоровича Оболенського. З 1904 по 1905 рік працював перекладачем періодичного видання «Журнал спорта» в Москві. У 1905 році закінчив 7-у гімназію міста Москви.
З осені 1905 року — студент юридичного факультету Московського університету. Під час грудневого збройного повстання 1905 року був летючим репортером «Известий Московського Совета», працював у соціал-демократичному клубі. У 1905—1913 роках працював репетитором у Москві та Твері.
У 1906 році вивчав політекономію в університетах Мюнхена і Берліна.
Член РСДРП(б) з серпня 1907 року. Вів партійну роботу в Москві, Твері, Харкові.
У 1911 році закінчив повний курс юридичного факультету Московського університету, у 1916 році здав державні екзамени та отримав випускне свідоцтво.
До весни 1913 року перебував на засланні в місті Твері. У роки заслання в Твері почав підписувати статті в партійній пресі псевдонімом «Н. Осінський» на честь повішаного за часів імператора Олександра II народника Валеріана Осінського. Надалі був більш відомий в партійних колах саме як Н. Осінський.
У 1913 році брав участь у створенні більшовицької газети «Наш путь» (з серпня 1913 року вийшла 16 номерів). За це був засланий до міста Харкова.
У 1914—1916 роках — заступник завідувача статистичного відділу управління уповноваженого по перевезеннях вугілля Харківського товариства сільського господарства в Харкові. Займався вивченням економіки сільського господарства, випустив дві книги на цю тему.
У 1916—1917 роках — у російській імператорській армії, працював у інтендантстві.
З березня 1917 року — член Московського обласного бюро ЦК РСДРП(б).
У листопаді 1917 року — член Харківського військово-революційного комітету.
У листопаді — грудні 1917 року — головний комісар Державного банку Росії в місті Петрограді.
25 грудня 1917 — 22 березня 1918 року — голова Вищої ради народного господарства (ВРНГ) Російської Радянської Республіки (РРФСР) та член Малої Ради народних комісарів РРФСР.
Один із лідерів та авторів платформи «лівих комуністів». Противник укладення Брестського миру. У березні 1918 року подав у відставку разом із Миколою Бухаріним та ще кількома членами радянського керівництва, що належали до групи «лівих комуністів».
У березні — травні 1918 року — член колегії відділу металу ВРНГ РРФСР.
У травні — листопаді 1918 року — член колегії редакції газети «Правда».
У листопаді 1918 — квітні 1919 року — завідувач відділу радянської пропаганди Всеросійського центрального виконавчого комітету (ВЦВК) та член колегії Народного комісаріату закордонних справ РРФСР.
У травні — жовтні 1919 року — уповноважений ВЦВК у Пензенській губернії; уповноважений ВЦВК у Тульській губернії.
У листопаді 1919 — січні 1920 року — уповноважений ВЦВК і Народного комісаріату продовольства РРФСР у Вятській губернії.
У лютому — серпні 1920 року — голова виконавчого комітету Тульської губернської ради.
У серпні 1920 — березні 1921 року — член колегії Народного комісаріату продовольства РРФСР. У 1920—1921 роках — один із лідерів групи «демократичного централізму».
2 березня 1921 — 9 січня 1922 року — заступник народного комісара землеробства РРФСР.
У 1922—1923 роках — заступник голови Вищої ради народного господарства (ВРНГ) РРФСР.
У 1923—1924 роках разом із іншими представниками групи «демократичного централізму» підтримав ліву опозицію, підписав її звернення до Політбюро ЦК РКП(б), яке відоме як «Заява 46-ти», потім порвав з опозицією.
4 червня 1923 — 22 березня 1924 року — дипломатичний представник СРСР у Швеції. 17 квітня — 7 жовтня 1924 року — повноважний представник СРСР у Швеції.
З травня по грудень 1925 року — у відрядженні в Сполучених Штатах Північної Америки (США).
У 1925 — 3 березня 1928 року — член президії Державної планової комісії при Раді Праці і Оборони СРСР.
Одночасно в 1926—1927 роках — директор Інституту світового господарства і світової політики.
Одночасно, 4 лютого 1926 — 3 березня 1928 року — керуючий Центрального статистичного управління СРСР. 7 лютого — 25 липня 1927 року — в.о. керуючого Центрального статистичного управління РРФСР.
З січня 1928 по листопад 1929 року — член редакційної колегії Великої радянської енциклопедії. Одночасно в 1928—1929 роках — член президії Комуністичної академії.
У травні — грудні 1929 року — член президії Державної планової комісії при Раді Праці і Оборони СРСР.
У грудні 1929 — січні 1931 року — голова правління Всесоюзного об'єднання автотракторної промисловості ВРНГ СРСР — заступник голови Вищої ради народного господарства (ВРНГ) СРСР.
У січні — грудні 1931 року — член редакційної колегії газети «Известия».
У січні 1932 — серпні 1935 року — начальник Центрального управління народно-господарського обліку Державної планової комісії при РНК СРСР — заступник голови Державної планової комісії при РНК СРСР.
Одночасно в грудні 1932 — квітні 1937 року — голова Державної комісії з визначення врожайності і розмірів валового збору зернових культур при РНК СРСР.
У 1935 — жовтні 1937 року — директор Інституту історії науки і техніки Академії наук СРСР. У 1937 році брав участь в організації Всесоюзного перепису населення 1937 року.
13 жовтня 1937 року заарештований органами НКВС. 29 квітня 1938 року загальними зборами Академії наук СРСР виключений зі складу Академії наук СРСР.
Засуджений Військовою колегією Верховного суду СРСР 1 вересня 1938 року до страти, розстріляний того ж дня. Похований на полігоні «Комунарка» біля Москви.
13 червня 1957 року реабілітований, 12 липня 1957 року посмертно відновлений у партії.

## Основні праці
- Морські хлібні фрахти (Чорноморсько-Азовське узбережжя). Харків, 1914.
- Врожаї хлібів в Південній Росії. 1915.
- Будівництво соціалізму. 1918.
- Державне регулювання селянського господарства: збірник статей. М., 1920.
- Світове господарство в оцінці наших економістів. Петроград, 1923.
- Світова сільськогосподарська криза. М., 1923.
- Світове господарство і кризи. М., 1924.
- Нариси світового сільськогосподарського ринку. М., 1925.
- Американське сільське господарство по новітніх дослідженнях. М., 1925.
- По сільськогосподарських штатах Північної Америки. M., 1926.
- Мої лжевчення про Сполучені Штати Північної Америки. М., 1926.
- Міжнародні та міжконтинентальні міграції в довоєнній Росії і СРСР. 1928.
- Положення і завдання народногосподарського обліку. 1932.